# Vinyes Petites
Vinyes Petites és una obra de Sant Agustí de Lluçanès (Osona) inclosa a l'Inventari del Patrimoni Arquitectònic de Catalunya.

## Descripció
L'estructura de la casa està formada per tres cossos de planta rectangular edificat en forma d'U. El cos principal i més antic de la construcció, presenta els murs de pedres irregulars i morter amb les obertures amb llindes de pedra o bé modificacions amb ciment. La teulada d'aquest cos és a doble vessant i lateral a la façana principal; la porta té una llinda amb la data 1745. El cos lateral dret de la casa també té dues plantes i en una de les finestres una llinda amb la data 1746.

## Història
Les úniques dates de construcció de la casa les tenim a les dues llindes amb inscripció. La llinda de la porta d'entrada a la casa té la data 1745, i la de la part lateral de l'edifici la de 1746.